# Capulus
Genre
Synonymes
- Actita Fischer von Waldheim, 1823
- Brocchia Bronn, 1828
- Capulonix Iredale, 1929
- Pileopsis Lamarck, 1822[1]

Capulus est un genre de mollusques gastéropodes appartenant à la famille des Capulidae. L'espèce-type est Capulus ungaricus.

## Liste d'espèces
Selon World Register of Marine Species (28 septembre 2017) :
- Capulus californicus Dall, 1900
- Capulus compressus E. A. Smith, 1891
- Capulus danieli (Crosse, 1858)
- Capulus devexus May, 1916
- Capulus elegans (Tapparone Canefri, 1877)
- Capulus fragilis E. A. Smith, 1904
- Capulus fragilis Meek & Hayden, 1856 †
- Capulus huangi S.-I Huang & Y.-F. Huang, 2012
- Capulus japonicus A. Adams, 1861
- Capulus ngai Thach, 2016
- Capulus novaezelandiae Dell, 1978
- Capulus sericeus J. Q. Burch & R. L. Burch, 1961
- Capulus simplex Locard, 1898
- Capulus subcompressus Pelseneer, 1903
- Capulus ungaricoides (d'Orbigny, 1841)
- Capulus ungaricus (Linnaeus, 1758)
- Capulus violaceus Angas, 1867

## Nom en synonymie
- Capulus (Orthonychia), un synonyme de †Orthonychia
  - †Capulus elegans Barrande in Perner, 1903, un synonyme de †Orthonychia elegans